# Alois II van Liechtenstein
Aloys Maria Jozef Johan Baptista Joachim Filips Nerius (Wenen, 26 mei 1796 - Eisgrub, 12 november 1858) was van 1836 tot 1858 vorst van Liechtenstein. Hij was de oudste zoon van Johannes I.
Hij werd opgeleid door onder anderen Friedrich von Schlegel en was later een trouw en competent bezoeker van de bijeenkomsten van de Neder-Oostenrijkse stenden. Sinds de dood van zijn vader in 1836 regeerde hij op conservatieve wijze over Liechtenstein, waar hij diens beleid voortzette door een bestuurlijke reorganisatie en stimulering van de landbouw. In het revolutiejaar 1848 zag hij zich genoodzaakt een provisorische liberale grondwet toe te staan, die hij drie jaar later echter weer terzijde schoof.
Hij was sinds 1831 gehuwd met Franziska Kinsky von Wchinitz und Tettau. Met haar kreeg hij elf kinderen, onder wie zijn opvolger Johannes II en diens opvolger Frans I:
- prinses Marie (1834-1909);
- prinses Caroline (1836-1885);
- prinses Sophie (1837-1899);
- prinses Aloysia (1838-1920);
- prinses Ida(1839-1929);
- vorst Johannes II(1840-1929);
- prinses Francisca (1841-1858);
- prinses Henriëtte (1843-1931); grootmoeder van de latere vorst Frans Jozef II
- prinses Anna (1846-1924);
- prinses Theresia ( Slot Liechtenstein,28 juli 1850 - Munchen, 13 maart 1935), zij huwt Arnulf van Beieren (1852-1907);
- vorst Frans I(1853-1938).

Vorst Alois II stierf op 12 november 1858.
Karel I · Karel Eusebius · Hans Adam I · Jozef Wenceslaus · Anton Florian · Jozef Johan Adam · Jozef Wenceslaus · Johan Nepomuk Karel · Jozef Wenceslaus · Frans Jozef I · Alois I · Johannes I Jozef · Alois II · Johannes II · Frans I · Frans Jozef II · Hans Adam II
- Gemeinsame Normdatei: 129115606
- Nationale Bibliotheek van Tsjechië: xx0301639
- Virtual International Authority File: 55217903